# Bataille de Cerneja
La Bataille de Cerneja a lieu à Cernesa (Cerneja), un site non identifié de Galice, en 1139/40, entre le Royaume de Portugal et le Royaume de León .
Au lendemain de sa victoire à la Bataille de São Mamede (1128), le comte portugais, Alphonse Henriques, commence un effort concerté pour établir son indépendance, devenant de plus en plus mal à l'aise de partager le pouvoir avec sa mère, la Comtesse Thérèse, qui est soutenue par la noblesse galicienne et son amant, Fernando Pérez de Traba. La Chronica Adefonsi imperatoris note qu'«  avant cela, le monarque portugais était venu plusieurs fois en Galice, mais il avait toujours été repoussé par Fernando Pérez et Rodrigo Vélaz et d'autres dirigeants galiciens. Souvent, il fut contraint de retourner au Portugal, déshonoré ». Entre 1137, date à laquelle il signe le Traité de Tui reconnaissant Alphonse VII de León comme son suzerain, et 1139, Alphonse Henriques se déclare roi de Portugal.
Cette année-là, ou plus probablement la suivante (1140), Alphonse Ier rassemble une armée et marche sur la Galice, campant près de Limia . Fernando Pérez, qui contrôle l'ouest de la Galice, et son allié Rodrigo Vélaz, qui contrôle l'est, convoquent les autres nobles galiciens, décrits comme des hommes fidèles à Alphonse VII, pour s'opposer à l'avancée portugaise. Lors de la bataille qui suit, ils sont mis en déroute. L'auteur anonyme de la Chronique, qui attribue leur défaite à leurs péchés, raconte l'expédition en un paragraphe : 

« Une fois de plus, Alphonse, roi de Portugal, rassembla son armée et se rendit à Limia. Lorsque cette nouvelle parvint en Galice, Fernando Pérez, Rodrigo Vélaz et d'autres nobles galiciens de l'empereur furent immédiatement convoqués. Ils marchèrent avec leurs troupes contre le roi de Portugal et le rencontrèrent à Cernesa. Une fois les lignes de bataille établies, ils commencèrent à se battre. À cause de leurs péchés, les comtes s'enfuirent et furent vaincus. Cependant, Rodrigo Vélaz fut capturé par des chevaliers portugais. Il fut rapidement libéré par deux de ses soldats qui usèrent d'un astucieux stratagème, et put ainsi s'enfuir avec eux. »